# Beatrice Warde
Beatrice Warde (1900 – 1969), née Beatrice Becker, était une typographe américaine. Elle était la fille unique de May Lamberton Becker (en), une critique littéraire du New York Herald Tribune, et de Gustave Becker, compositeur et professeur de musique.

## Biographie
Beatrice Warde a étudié au Barnard College de l'Université Columbia. Dès l'âge de onze ans elle s'était intéressée à la calligraphie, et cette inclination s'est transformée durant ses études en un vif intérêt pour l'histoire de l'écriture. Elle a été présentée à Bruce Rogers. Dès l'obtention de son diplôme elle devint, sur sa recommandation, bibliothécaire assistante à l'American Type Founders. Elle rencontra alors des typographes réputés, tels Daniel Berkeley Updike (en) ou Stanley Morison, ce dernier ayant par la suite une profonde influence sur sa vie professionnelle.
Elle garda ce poste de 1921 à 1925, tandis qu'en 1922 elle se mariait avec Frederic Warde (en) ; imprimeur aux presses de l'Université de Princeton, ce derrnier était un typographe chevronné, très au fait des possibilités offertes par les composeuses mécaniques. Le couple déménagea en Europe en 1925, mais se sépara en novembre 1926, séparation qui peu après fut suivie par un divorce à l'amiable.
Beatrice Warde avait étudié les origines du Garamond et publia le résultat de ses recherches dans la revue The Fleuron sous le pseudonyme de Paul Beaujon. En 1927, la Monotype Corporation proposa à ce dernier le poste de rédacteur en chef du Monotype Recorder, la revue professionnelle qu'elle éditait. Beatrice Warde accepta le poste, au grand étonnement des éditeurs de la revue, qui s'attendaient à la réponse d'un homme. Elle conserva ce poste jusqu'en 1960 et n'a cessé de se consacrer aux apprentis-typographes et de donner des conférences.

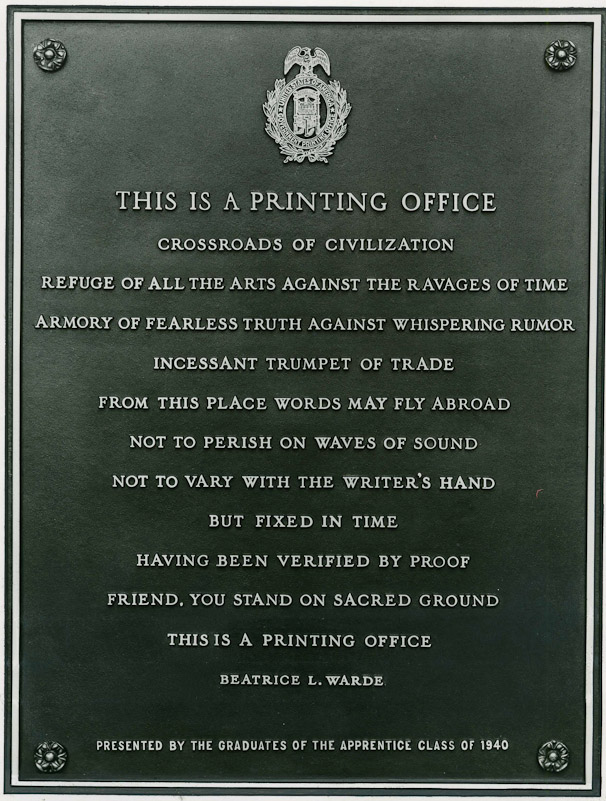
This is a Printing Office, le texte le plus célèbre de Beatrice Warde

Beatrice Warde est réputée pour son texte This is a Printing Office, qui fut affiché dans de nombreuses imprimeries, dont celle du gouvernement américain.
En dehors de son livre The Crystal Goblet (en), les travaux les plus importants de Beatrice Warde ont été publiés sous le titre I am a Communicator dans le volume 44/1 du Monotype Recorder publié à l'automne 1970.
En 2015, le Type Directors Club a donné le nom de Beatrice Warde à une bourse destinée à de jeunes étudiantes typographes.